# IDATEN翔

『IDATEN翔』（いだてんじゃんぷ）は、藤原としひろによる漫画作品。コミックボンボンにて連載された。
テレビ東京ほかにて『韋駄天翔』のタイトルで、テレビアニメが2005年10月1日から2006年9月30日まで毎週土曜日朝9時30分から放送された。

## ストーリー
ある日、同じ小学校の鮫島兄弟が作ったMTBチーム『シャークトゥース』から死んだ父との思い出の場所「Xゾーン」を賭けたMTBバトルを挑まれた。日曜日、翔とリーダーの牙舞が勝負していると黒い煙があたりを包み込み、不思議な世界にワープしてしまう。戸惑う翔たちの前に、現れる大人のMTBライダー。突然「ここは『Xゾーン』。俺と『韋駄天バトル』で勝負しろ」と告げられる。元の世界にもどるには『韋駄天バトル』に勝ってゴールドエンブレムを10枚集めなくてはいけない。廃墟 雪山 火山…色々なコースで戦う翔。果たして三人は『韋駄天バトル』にかって元の世界に戻れるのか？

## 登場キャラクター

### メインキャラクター
山登 翔（やまと しょう）
声 - 渡辺明乃
本作の主人公。小学校五年生。父・猛に憧れてMTBライダーを志し、父の形見であるフレイムカイザーを駆る。母子家庭で、母が弁当屋を切り盛りしている。
アニメでは基本的に明るく楽天的でお人良し。クラスメートの駆、まことらとXゾーンに飛ばされ、突如経験もない韋駄天バトルを挑まれても後先考えずに勝負を受けてしまったり、旅先で困っている人を見つけてしまうと自分のことは二の次に助けてしまう傾向がある。また、良くも悪くも場の空気を読めない面があり、誰もが緊急だと思う事態でも軽く笑い飛ばすことも。頭は決してよいとは言えない。まこと曰くテストで0点を取ったことがあるらしい。座右の銘は「MTBライダーに悪いヤツはいない」。父との決戦の後はXゾーンに残ることを決意したが、後に元の世界に帰還している。
原作ではアニメよりも少年漫画の主人公らしくより熱血に描かれていて、駆に突っ込みを入れたり、京一のシャークトゥースに対する執拗とも言える攻撃を批判することから、アニメにある天然ボケさのようなものは感じられない。連載の前半はMTBライダーの聖地・Xゾーンを救う為にシャークトゥースと戦ったが、Xゾーンを解放した後は世界選手権に出場し、優勝した。
坂巻 駆（さかまき かける）
声 - 津村まこと
小学校五年生。翔の幼なじみ。
アニメでは優秀なメカニックで、翔のフレイムカイザーの整備を一手に引き受けている。また、翔とまことがケンカすれば、諭したりと同年代の割には大人っぽく冷静な性格であることが窺えるが、それゆえに悲観的な面もあり、自らのメカニックに自信がない。
原作ではアニメとは違ってMTBに搭乗することが多く京一にもその腕を認められ、3巻ではネプチューンに乗り、5巻では京一からサンダーエンペラーを譲り受けた。メカニックに関しては翔よりも関心を示している程度。また、熱血な性格で、シャークトゥースにMTBを潰されても川に飛び込んでまで取りに入ったり、翔をXゾーンへ引っ張り込もうとする京一に口答えしたりしていた。
獅堂 まこと（しどう まこと）
声 - 石毛佐和
本作のヒロイン。小学校五年生。
アニメでは翔の幼なじみで兄の京一に憧れてMTBライダーを志し、ネプチューンを駆る。性格は勝気で負けず嫌いだが、甘いものが大好きで、甘味類に目がないなどという女の子らしい一面も。また、兄思いな性格で「勇気があって優しくて…」と発言していることからも、兄に対して盲目的になっているのが窺える。
原作では兄の京一と共にシャークトゥースによって荒れ果ててしまったXゾーンで暮らしながらも、彼らに対抗していた。また、MTBに関するテクニックはなかなかのもので、川の岩の上を走行するほどのバランスの良さ。駆が京一からサンダーエンペラーを譲り受けた後は彼女がネプチューンに乗った。
ホースケ
声 - 長島雄一
翔たちが旅の途中で出会った言葉を話すふくろう。物知りではあるが、自分に関する過去の記憶が一切ない。まことになついている。その正体はユウキの祖父にしてXゾーンの大神官であり、猛との親友でもある。呪いの影響でふくろうとなってしまっていたが、終盤でのエネルギー変動に伴い元の姿に戻れるようになった。
原作ではまことのペットとして登場していて、言葉を話したりはしない。
獅堂 京一（しどう きょういち）
声 - 浪川大輔
まことの兄で、サンダーエンペラーを駆る。原作では小学六年生だが、アニメでの年齢設定は不明。
アニメではトライアルのチャンピオンで、ジュニア大会で何度も優勝したという経歴を持つ。また、鉄パイプやロープの上をペダルグラインドする高度なトライアルテクニック『獅堂スペシャル』の第一人者でもある。性格はクールで厳格的だが、妹であるまことの身を案じて仮面の少年として手を貸したり、幾度となく翔たちのピンチを救ったりと、優しい面も見られる。幼い頃、鳥に襲われたというトラウマを持っているため、（ホースケも含めて）大の鳥嫌いで、それが彼のライディングに少なからず足を引っ張ることも。また、美形だからか女子に人気があり、（韋駄天バトルトーナメントで）ギャラリーにファンが群がっているシーンもあった。ちなみに、座右の銘は「自分のライディングに真剣になれない者にMTBに乗る資格はない」。
原作ではシャークトゥースに父親を殺されたことから彼らへの復讐の為にMTBに乗り、当初はその目的の為に翔を利用しようとしていたが、彼のMTBを愛する心に触れ、徐々に変わっていった。Xゾーン解放後はシャークトゥースへの復讐を果たしたことから一時MTBに乗る意味を見失い、放浪の旅に出たが、一般参加から世界選手権に出場し、再び翔達の前に姿を現した。翔に負けた後は、父の形見のサンダーエンペラーを駆に譲る。
ユウキ
声 - 水野理紗
翔達が旅の途中で出会った女性。年齢は20歳。
アニメではメカニックにかけて優秀で、そのことでXゾーンにもライダー達に有名である。性格は冷静沈着で心優しく、旅の中で翔達にたびたびアドバイスをするが、その正体はXゾーンを影から見守る神官一族の末裔だった。
原作では当初アニメオリジナルキャラクターだったが、彼女を気に入った原作者がチームT-REXの生き残りとして翔達をサポートするキャラクターとして登場させた。
鮫島 牙舞（さめじま がぶ）
声 - 金田晶代
シャークトゥースのリーダーで、翔と同級生。ブラッディファングを駆る。性格は乱暴で狡猾な言動が目立つ。
アニメでは翔達よりも一年早くXゾーンに飛ばされ、Xタワーを乗っ取り支配していたが、翔に負けたことや、彼達と関わることによって徐々に改心していく。まこと曰く、元の世界ではかなりの不良だった。
原作ではT-REXを離反して結成したシャークトゥースとしてXゾーンを支配していたが、伝説のMTBインペリアルXを手に入れられずそのために翔を利用しようとした。翔達に敗れた後はXゾーンの住民として平和に暮らした模様。
鮫島 大牙（さめじま たいが）
声 - 楠田敏之
シャークトゥース大幹部で、リーダーである牙舞の兄。年齢設定についてはアニメ、マンガ共に記載されていないが、おそらく小学校六年生であると思われる。
アニメでは表向き牙舞に従いながらも、Xゾーンに来てから変わってしまった弟の身を案じている。また、牙舞とは正反対で、卑怯な手やズルを嫌う真面目で筋が通った性格。牙舞にシャークトゥースから除名されたのをきっかけに翔達と行動を共にするようになる。
原作では牙舞と同じく狡猾で目的のためなら手段を選ばない乱暴な性格として描かれていたが、アニメ同様牙舞には頭が上がらず、翔に負けた後見せしめにされた。

### サブキャラクター
アーサー
声 - 岸祐二
翔達が旅の途中で出会ったMTBライダー。年齢は20歳。ハンマーヘッドを駆る。性格は誰に対しても紳士的だが、シャークトゥースに自らの正体と能力を知られることを恐れ、間の抜けたペンキ屋に変装していた。実はXゾーンを影から見守る神官一族を護衛する騎士団の一人だった。
尚、アニメオリジナルキャラクターで、原作では無名のキャラクターだった。
狐影（こえい）
声 - 竹本英史
翔達が旅の途中で出会った忍者装束が特徴的なMTBライダー。年齢は18歳。エアロシザースを駆る。
アニメでは菊という体の弱い妹がいる。性格は寡黙だが妹想いな性格で、牙舞に韋駄天バトルで敗れたことからシャークトゥースに妹を人質に取られ、言いなりになっていた。
原作ではシャークトゥースの部下らしく冷酷で勝負に勝つためなら手段を選ばない性格に描かれ、レース中にも飛び道具で相手のライダーを傷つける。
山登 あゆむ（やまと あゆむ）
声 - 神崎ちろ
翔の弟。普段は温厚で真面目な性格だが、MTBに乗ると人格が変わってしまうという癖があった。だが、狐影から指導を受けたことによって冷静な走りが出来るようになった。また、アニメオリジナルキャラクターである。
山登 猛（やまと たけし）
声 - 郷田ほづみ
山登兄弟の父親で、優秀なMTBライダー。フレイムカイザーを含めて全ての韋駄天バイクを作った張本人である。
アニメでは元の世界でMTB走行中の事故で死んだと思われていたが、本来はXゾーンを影から見守る神官の一族の一人で、再びXゾーンに戻っていた。その後、Xゾーンのパワーバランスを狂わせていた古代の怨念に取り憑かれ、チームXの総裁として翔達の前に姿を現した。
原作ではMTB協会のルールが納得できず、批判したが逆に協会から除名されてしまい、T-REXというMTBチームを結成し、MTBライダーの聖地Xゾーンを創った。後に伝説のMTB・インペリアルXを作ったことから内部闘争が勃発し、最後には仲間だった京一の父共々シャークトゥースに殺されてしまった。

### ゲストキャラクター
キヨシ
声 - 浦田優
ミツル
声 - 鈴木コウタ
セイジ
声 - 下崎紘史
マンタロー
声 - 蓮岳大
翔の母
声 - 木川絵理子
ボス
声 - 鶴岡聡
警備隊長
声 - 楠大典
シン
声 - 土門仁
テリー
声 - 竹本英史
ゼンタロウ
声 - 木内秀信
タクマ
声 - 伊藤健太郎
神崎 聖也（かみざき せいや）
声 - 平川大輔
淳（じゅん）
声 - 内藤玲
たすく
声 - 河本邦弘
ケン
声 - 森訓久
まことの父
声 - 羽多野渉
まことの母
声 - 阿部加奈江
マサ
声 - 増田裕生
ゲン
声 - 梅津秀行
リン
声 - 中川玲
アキラ
声 - 大浦冬華
アキラの母
声 - 根本圭子
ジョージ
声 - 鈴木千尋
ジャッカル
声 - 松本吉朗
ヨウコ
声 - 夏樹リオ
リカ
声 - 並木のり子
ミスターティーチャー
声 - 高田べん
ゴウ
声 - 近藤孝行
サヤ
声 - 望月久代
モヒカン
声 - 永野善一
スキンヘッド
声 - 白鳥修馬
リョウタ
声 - 大竹美佳
セバスチャン
声 - 佐藤正治
ピート
声 - 加瀬康之
ダニー
声 - 北島淳司
ジョー
声 - 岩崎征実
リュウ
声 - 檜山修之
女主人
声 - 水谷ケイコ
ジロー
声 - 川原慶久
ツバキ
声 - 甲斐田ゆき
ジローの父
声 - 高瀬右光
ジローの母
声 - 織田芙美
市長
声 - 増岡太郎
リングアナ
声 - レニー・ハート
シャドウ
声 - 津田健次郎
ノストラダムスサヤカ
声 - 斉藤貴美子
菊
声 - 木村亜希子
タカヒロ
声 -
石橋
声 - 中村浩太郎
本田
声 - 三浦潤也
マサジ
声 - 三宅健太
フレディ伯爵
声 - 中井和哉
スパイク
声 - 竹内幸輔
ウィップ
声 - 浅川悠
黒田助手
声 - 花輪英司
親玉菌
声 - 陶山章央
ナレーション
声 - 郷田ほづみ

## 韋駄天MTB
※ 以下はアニメ版によるものであり、原作漫画とは異なる場合がある。
フレイムカイザー（炎帝）
猛が翔に残した深紅の韋駄天MTB。
Xゾーンのパワーバランスを左右するプラチナエンブレムを有しているため、牙舞やダーク化した猛に狙われる。
玩具ではバランス型とされている。
- 搭乗者：山登翔

ネプチューン（水神）
翔達がXゾーンで手に入れたMTB。
柔軟なサスペンションを持ち、悪路に非常に強いのが特徴で、その名の通り水中走行も可能。
玩具ではロングラン型とされている。
- 搭乗者：獅堂まこと

サンダーエンペラー（雷王）
獅堂がXゾーンにて猛から託された韋駄天MTBの一つ。
雷の名を冠するようにトリッキーな機動性を発揮し、ライダーである京一のテクニックと相まって高い性能を発揮する。
玩具ではドリフト型とされている。
- 搭乗者：獅堂京一

ブラッディファング（紅牙）
牙舞がXゾーンにて猛から託された韋駄天MTBの一つ。
本来は他の韋駄天と同じくXゾーンを救うための物であるが、牙舞はこれを悪用してXゾーンで横暴の限りを尽くした。
玩具ではドリフト型とされている。
- 搭乗者：鮫島牙舞

エアロシザース（空刃）
狐影がXゾーンにて猛から託された韋駄天MTBの一つ。
忍者である狐影の能力を反映してか、分身の術や姿隠しの術など変幻自在な走りを見せる。
玩具ではバランス型とされている。
- 搭乗者：狐影

ハンマーヘッド（重撃）
アーサーがXゾーンにて猛から託された韋駄天MTBの一つ。
もっとも強靭なグリップ性と強力な馬力を誇り、その突進力は大岩ですら粉砕する威力を秘める。
玩具ではロングラン型とされている。
- 搭乗者：アーサー

インペリアルドラゴン
フレイムカイザーと同じく、猛が翔の世界に残したMTB。
翔ともどもXゾーンに来ることになったあゆむが乗ることとなった。
- 搭乗者：山登あゆむ

インペリアルタイガー
ダーク化し、チームXの部隊を率いることとなった京一が乗っていたMTB。
歪んだライダーのフォームを矯正する仕様になっているため、完全にバランスが固定化されている。
- 搭乗者：獅堂京一→獅堂まこと→山登翔→坂巻駆

インペリアルX
かつてXゾーンを支配していた暴君を倒した勇者が乗っていたとされる伝説のMTB。
しかし、その暴君の怨念に取り付かれた猛によって操られ、翔達韋駄天ライダーに牙を剥くことになる。
- 搭乗者：山登猛

## テレビアニメ

### スタッフ
- 原作 - 藤原としひろ、江鳥告（講談社刊『月刊コミックボンボン』連載）
- 監督 - 浜名孝行
- シリーズ構成 - 志茂文彦
- キャラクターデザイン・総作画監督 - 谷津美弥子
- 美術監督 - 鈴木聡、いそぶちちか
- 色彩設計 - 赤間美佐子
- CG監督 - 水谷英二
- 編集 - 植松淳一
- 音楽 - 高梨康治
- 音響監督 - 平光琢也
- プロデューサー - 東不可止→具嶋朋子、八田紳作、與那城香
- アニメーション制作 - トランス・アーツ
- 制作協力 - Production I.G
- 製作 - テレビ東京、テレビ東京メディアネット、アニプレックス

### 主題歌
オープニングテーマ
「RED ZONE!!!」（1話 - 22話）
作詞・作曲 - 森純太 / 編曲 - ツバメスケッチ、樫原伸彦 / 歌 - ツバメスケッチ
- 最終話では、エンディングとして使われた。

「Your World」（23話 - 51話）
作詞 - HIRO / 作曲 - Yosei / 歌 - けちゃっぷmania
エンディングテーマ
「明日花」（1話 - 22話）
作詞・作曲・編曲・歌 - ホイフェスタ
「シャララ」（23話 - 51話）
作詞・作曲 - はぎお / 編曲 - ツバメスケッチ、樫原伸彦 / 歌 - ツバメスケッチ
- 最終話では、挿入歌として使われた。

### 各話リスト
| 話数 | サブタイトル                                   | 脚本       | 絵コンテ   | 演出              | 作画監督                   | 放送日         |
| ---- | ---------------------------------------------- | ---------- | ---------- | ----------------- | -------------------------- | -------------- |
| 1    | これがMTBバトルだ!                             | 志茂文彦   | 浜名孝行   | 浜名孝行          | 谷津美弥子                 | 2005年 10月1日 |
| 2    | 大脱走! 砂丘の戦い                             | 志茂文彦   | 山田健学   | 高橋順            | 飯田宏義                   | 10月8日        |
| 3    | 衝撃! はじめての敗北!?                         | 志茂文彦   | 布施木一喜 | 布施木一喜        | 杉本道明                   | 10月15日       |
| 4    | とり戻せ! オレのMTB                            | 藤田伸三   | 山崎浩司   | 森義博            | 植田実                     | 10月22日       |
| 5    | 炎の火山バトル!!                               | 三浦浩児   | 浜名孝行   | 高橋順            | 及川博史                   | 10月29日       |
| 6    | ハイテク集団の挑戦                             | 高橋ナツコ | 山田健学   | 田中一            | 松浦仁美                   | 11月5日        |
| 7    | アウッ! MTBの墓場                              | 坂井史世   | 布施木一喜 | 岡崎幸男          | 小林一三                   | 11月12日       |
| 8    | ネプチューン登場!                              | 吉村清子   | 松澤建一   | 松澤建一          | 飯田宏義                   | 11月19日       |
| 9    | 仮面少年の正体!                                | 志茂文彦   | 布施木一喜 | 布施木一喜        | 杉本道明                   | 11月26日       |
| 10   | 最強の敵、出現!                                | 藤田伸三   | 曙竜倶     | 曙竜倶            | 浜森理宏                   | 12月3日        |
| 11   | 船上バトル! チームSTの罠                       | 三浦浩児   | 浜名孝行   | 高橋順            | 松岡秀明                   | 12月10日       |
| 12   | 憧れのゴールドセレブリゾートシティ             | 吉村清子   | 森義博     | 高島大輔          | 山本里織                   | 12月17日       |
| 13   | 学校バトル! 炸裂、韋駄天クロス!                | 坂井史世   | 多田俊介   | 多田俊介          | 佐藤陽子                   | 12月24日       |
| 14   | フレイムカイザーを倒した男!?                   | 高橋ナツコ | 布施木一喜 | 布施木一喜        | 飯田宏義                   | 12月31日       |
| 15   | MTBの王子様                                    | 吉村清子   | 山崎浩司   | 高橋順            | 松浦仁美                   | 2006年 1月7日  |
| 16   | 雨の中の死闘、目覚めよネプチューン             | 三浦浩児   | 森義博     | 森義博            | 谷津美弥子                 | 1月14日        |
| 17   | ついにわかった! チームSTの秘密                 | 志茂文彦   | 浜名孝行   | 高島大輔          | 浜森理宏                   | 1月21日        |
| 18   | 新たな刺客! 試練の兄妹バトル                   | 坂井史世   | 山田健学   | 浦田保則 山田康行 | 小林一三                   | 1月28日        |
| 19   | 対決! フレイムカイザーVS.サンダーエンペラー    | 藤田伸三   | 松澤建一   | 松澤建一          | をがわいちろを             | 2月4日         |
| 20   | 強敵! 忍者ライダー孤影                         | 藤田伸三   | 曙竜倶     | 曙竜倶            | 茂木琢次                   | 2月11日        |
| 21   | Xシティの門番                                  | 高橋ナツコ | 森義博     | 森義博            | 山本里織                   | 2月25日        |
| 22   | やったぜ到着! Xシティ                          | 志茂文彦   | 布施木一喜 | 布施木一喜        | 杉本道明                   | 3月4日         |
| 23   | 韋駄天バトルトーナメント開幕!                  | 坂井史世   | 山田健学   | 高島大輔          | 飯田宏義                   | 3月11日        |
| 24   | 激突! フレイムカイザーVS.ネプチューン          | 吉村清子   | 浜名孝行   | 田中一            | 松岡秀明                   | 3月18日        |
| 25   | ハンマーヘッド! 6台目の韋駄天バイク            | 志茂文彦   | 多田俊介   | 多田俊介          | 佐藤陽子                   | 3月25日        |
| 26   | 必殺! 獅堂スペシャル                           | 三浦浩児   | 松澤建一   | 松澤建一          | 松浦仁美                   | 4月1日         |
| 27   | 激闘! ハンマーヘッドVS. エアロシザース         | 藤田伸三   | 森義博     | 森義博            | 茂木琢次                   | 4月8日         |
| 28   | 陰謀の決勝戦                                   | 高橋ナツコ | 山田健学   | 高島大輔          | 浜森理宏                   | 4月15日        |
| 29   | ファイナルバトル! 優勝は誰の手に?              | 吉村清子   | 布施木一喜 | 田中一            | 飯田宏義                   | 4月22日        |
| 30   | 突入! Xタワー                                  | 吉村清子   | 松澤建一   | 松澤建一          | 山本里織                   | 4月29日        |
| 31   | 最終決戦! フレイムカイザーVSブラッディファング | 志茂文彦   | 浜名孝行   | 森義博            | 松岡秀明                   | 5月6日         |
| 32   | さよならXゾーン                                | 志茂文彦   | 浜名孝行   | 高島大輔          | 松浦仁美                   | 5月13日        |
| 33   | 新たなる強敵、その名はチームX                  | 志茂文彦   | 多田俊介   | 多田俊介          | 佐藤陽子                   | 5月20日        |
| 34   | 再びXゾーンへ!                                 | 三浦浩児   | 渕上真     | 山本靖貴          | 茂木琢次                   | 5月27日        |
| 35   | 衝撃! 生きていた翔の父                         | 坂井史世   | 高島大輔   | 高島大輔          | 浜森理宏                   | 6月3日         |
| 36   | 爆走! インペリアルDC!!                         | 藤田伸三   | 森義博     | 森義博            | 桜井このみ                 | 6月10日        |
| 37   | 恐怖のダークエンブレム                         | 坂井史世   | 高橋順     | 高橋順            | 山本里織 植田実 小美戸幸代 | 6月17日        |
| 38   | 牙舞の誘惑、フレイムカイザー大ピンチ!          | 吉村清子   | 安藤貴史   | 安藤貴史          | 谷津美弥子                 | 6月24日        |
| 39   | 白熱! インペリアルDC VS.エアロシザース         | 三浦浩児   | 山田健学   | 田中一            | 飯田宏義                   | 7月1日         |
| 40   | ナナシの森の悪玉菌                             | 高橋ナツコ | 布施木一喜 | 高島大輔          | 杉本道明                   | 7月8日         |
| 41   | アーサーへの挑戦! 幻の島への道                 | 吉村清子   | 多田俊介   | 多田俊介          | 佐藤陽子                   | 7月15日        |
| 42   | 韋駄天バイク大集合! チームXとの決戦!           | 藤田伸三   | 森義博     | 森義博            | 松浦仁美                   | 7月22日        |
| 43   | 翔VS.獅堂! 魂を賭けたバトル!                   | 坂井史世   | 曙竜倶     | 平井義通          | 植田実                     | 7月29日        |
| 44   | 衝撃の再開! インペリアルX出現!                 | 志茂文彦   | 浜名孝行   | 田中一            | 松岡秀明                   | 8月5日         |
| 45   | 第二の島現る! 世界崩壊の始まり                 | 三浦浩児   | 山本靖貴   | 山本靖貴          | 浜森理宏                   | 8月12日        |
| 46   | 大襲撃! チームX VS.インペリアルDC              | 高橋ナツコ | 高橋順     | 高橋順            | 桜井このみ                 | 8月19日        |
| 47   | 伝説の練習場、翔の特訓!                        | 吉村清子   | 山田健学   | 高島大輔          | 飯田宏義                   | 8月26日        |
| 48   | 奇跡の力、新必殺技炸裂                         | 藤田伸三   | 松澤建一   | 松澤建一          | 田畑アキラ 冨田収子        | 9月2日         |
| 49   | フレイムカイザーVS.チーム韋駄天ライダー        | 三浦浩児   | 森義博     | 森義博            | 杉本道明                   | 9月9日         |
| 50   | 決戦! インペリアルアイランド!                  | 志茂文彦   | 浜名孝行   | 山本靖貴          | 松岡秀明                   | 9月16日        |
| 51   | 運命の対決、山登翔 最後の大バトル!             | 志茂文彦   | 浜名孝行   | 安藤貴史          | 植田実                     | 9月23日        |
| 52   | 新しい旅立ち、世界よ蘇れ!                      | 志茂文彦   | 浜名孝行   | 高橋順            | 谷津美弥子                 | 9月30日        |

### 放送局
地上波放送局における放送局・放送時間の出典は個別に提示されているものを除き、右記のものを使用する。
| 放送地域       | 放送局         | 放送期間                        | 放送日時           |
| -------------- | -------------- | ------------------------------- | ------------------ |
| 関東広域圏     | テレビ東京     | 2005年10月1日 - 2006年9月30日   | 土曜 9:30 - 10:00  |
| 愛知県         | テレビ愛知     | 2005年10月2日 - 2006年10月1日   | 日曜 7:00 - 7:30   |
| 大阪府         | テレビ大阪     | 2005年10月2日 - 2006年10月1日   | 日曜 10:30 - 11:00 |
| 北海道         | テレビ北海道   | 2005年10月9日 - 2006年10月8日   | 日曜 7:00 - 7:30   |
| 岡山県・香川県 | テレビせとうち | 2005年10月2日 - 2006年10月1日   | 日曜 7:00 - 7:30   |
| 福岡県         | TVQ九州放送    | 2005年10月9日 - 2006年10月8日   | 日曜 7:00 - 7:30   |
| 鳥取県・島根県 | 日本海テレビ   |                                 | 水曜 16:00 - 16:30 |
| 奈良県         | 奈良テレビ     |                                 | 月曜 18:30 - 19:00 |
| 山形県         | 山形テレビ     |                                 | 日曜 6:30 - 7:00   |
| 日本全域       | AT-X           | 2005年10月11日 - 2006年10月10日 | 火曜 9:00 - 9:30   |

## 書誌情報
- 江鳥告（原作）、藤原としひろ（作画）『IDATEN翔』講談社〈コミックスボンボン〉
  1. 2005年9月 ISBN 978-4-06-332019-0
  2. 2005年9月 ISBN 978-4-06-332033-6
  3. 2006年3月 ISBN 978-4-06-332043-5
  4. 2006年7月 ISBN 978-4-06-332052-7
  5. 2006年10月 ISBN 978-4-06-332055-8